# ラジオ関西金曜24時30分枠の単発特番
「ラジオ関西金曜24時30分枠の単発特番」では、ラジオ関西の『アニたまどっとコム』枠で金曜日の24:30 - 25:00（厳密には土曜日午前0:30 - 1:00）に放送されていた番組のうち、単発で放送された番組を列挙している。

## 概要
かつてこの時間帯は、平日の帯番組であった『四ッ谷式Cyber Project』や『It'sOn』（2003年4月から2004年3月の24:00 - 25:00の番組の後半部にあたる）、『石田彰・岸祐二の五番街で逢いましょう』といった長期間放送の番組が編成されていた。しかし、2006年1月と2008年7月から9月はスポンサーとの調整が付かず、後述の単発番組を放送する運びとなった。
放送期間
- 第1期（2006年1月）
  - 『岸祐二のKISSIN'TIME』終了から『涼宮ハルヒの憂鬱SOS団ラジオ支部』開始まで
- 第2期（2008年7月 - 9月）
  - 『元祖らっきー☆ちゃんねる』終了から『鷲崎健と長嶋はるかのチェキらぼ』開始まで

## この枠で放送された番組
太字の番組は、アニラジではない一般の特番である。
- 第1期
  - STARCHILD DREAM in KOBE 3rd SPECIAL（進行役：荘口彰久）
- 第2期
  - スタチャコンサート2008（7月4日 - 25日）
  - はみ出せ!メガミマガジンRadio!! 創刊準備号（8月1日 パーソナリティ：喜多村英梨・井口裕香）
  - 伝説探偵団 スペシャル（8月8日・15日）
  - ハッスル2008・8･23 大阪大会 直前特番（8月22日）
  - ノン子とのび太のアニメスクランブル（8月29日 - 9月26日。この時期の通常の放送時間は日曜の26:00 - 26:30だったが、放送局の2つの送信所の放送機器保守点検や本社スタジオのメンテナンスにより、一時的にこの時間に放送された）